# Éirígí
Éirígí est un parti politique républicain socialiste et eurosceptique irlandais. Le parti a été fondé le 24 avril 2006 à Dublin. Le président actuel est Brian Leeson. Ce parti soutient l'espéranto.